# Proyecto Klave
El grupo de rap Proyecto Klave, está formado básicamente por Codec MC (Gerard, Mc) y Kaim DJ (Lucas, Dj).

## Biografía
El grupo nace en 2003, en el instituto donde estudiaban se conocieron los actuales miembros del grupo iniciando el grupo Pieza Klave y que posteriormente pasó a llamarse Proyecto Klave. En verano 2007 graban la primera maqueta (El circo de las verdades, 2007).
Después de un par de maquetas propias de instrumentales y remixes, vuelven a la carga con la promo de Proyecto Klave conjuntamente con Sikokit, en una maqueta llamada "Talento En Bruto", la cual salió el 22 de febrero de 2008 y consiguió más de 200.000 descargas en pocos meses.
Después de publicar "Talento En Bruto", de dar sus conciertos con el grupo, un par de colaboraciones, etc., Kaim DJ publicó en solitario una maqueta únicamente de bases compuestas, el 25 de octubre de 2008 con el nombre de "Toma Composición", 18 instrumentales más un bonus track para el disfrute de la gente.
Por ahora han compartido cartel junto a gente como: Arianna Puello, Sucios Socios, Suko & Maikro, Prome, Mai&EarlyReflections, Soko Ríos, Drako, 2DB, Yaina, etc. 

### Maquetas
Todas sus maquetas se distribuyen bajo licencia Copyleft:
- "El circo de las verdades" (2007)
- "Kaim Produce - Instrumentales I" (2007)
- "Kaim Produce - Remixes" (2007)
- "Talento En Bruto" (2008)
- "Toma Composición" (2008)

### Videoclips
- "Amor y odio" (2008 Talento en bruto)

## Colaboraciones
- Kasiér "La música que amansa las fieras" (2007)
- Kasiér & Mi.Amargo "18 Botellas de melancolía" (2007)
- Violencia Lírica "Medio Gramo" (2007)
- Ktastrophe "No Somos Iguales" (2007)
- Zwit & Nashira "Faif Days" (2007)
- Voltage "Mi Interior" (2007)
- Cuko "Éste Es Mi RAP" (2007)
- Syrup "SoulH" (2007)
- Sikokit "Traumas" (2007)
- Coldman Producciones "Remixes II" (2008)
- Shinja "Crónicas de Transilvania I" (2008)
- Túneles720 "La unión te hace fuerte" (2008)
- Maktub " Está Eskrito" (2008)
- Mi. Amargo "Hijos Del Dolor" (2008)
- Serpy "Sentimiento Mediocre" (2008)
- Gehos "Realidad Distorsionada" (2008)
- Cuko & Bijey "Ejecución Inminente" (2008)
- Keila "Promo 2008" (2008)
- Darko "El Juicio De Osiris" (2008)
- Spaniz Sound "Vol. 5" (2008)
- La Viuda Negra "Una Mala Partida" (2008)
- La Huella Studios "Desde el norte" (2008)
- Xenon "Alta Frecuencia" (2008)
- Irusta "Tengo Que Callarte" (2008)
- La Guarida "En2ando" (2008)
- El Momo "A Vuela Pluma" (2008)
- Ruru "Un Poko Más" (2008)
- Sceno Producciones "Pandemonium" (2008)
- Reca "Campamento Rumano" (2008)
- Anjahl & Kaim "Anjahl & Kaim 2008" (2008)
- Mi.Amargo "Amor Y Odio" (2008)
- Varios Productores "Unión" (2008)
- Ucko "Esta es la mierda" (2008)
- Wany "Falsos Diamantes " (2008)